# ボイン子爵
ボイン子爵（Viscount Boyne）は、アイルランド貴族の子爵位。スタックアランの初代ハミルトン男爵グスタヴァス・ハミルトンが1717年に叙されたのに始まる。

## 歴史

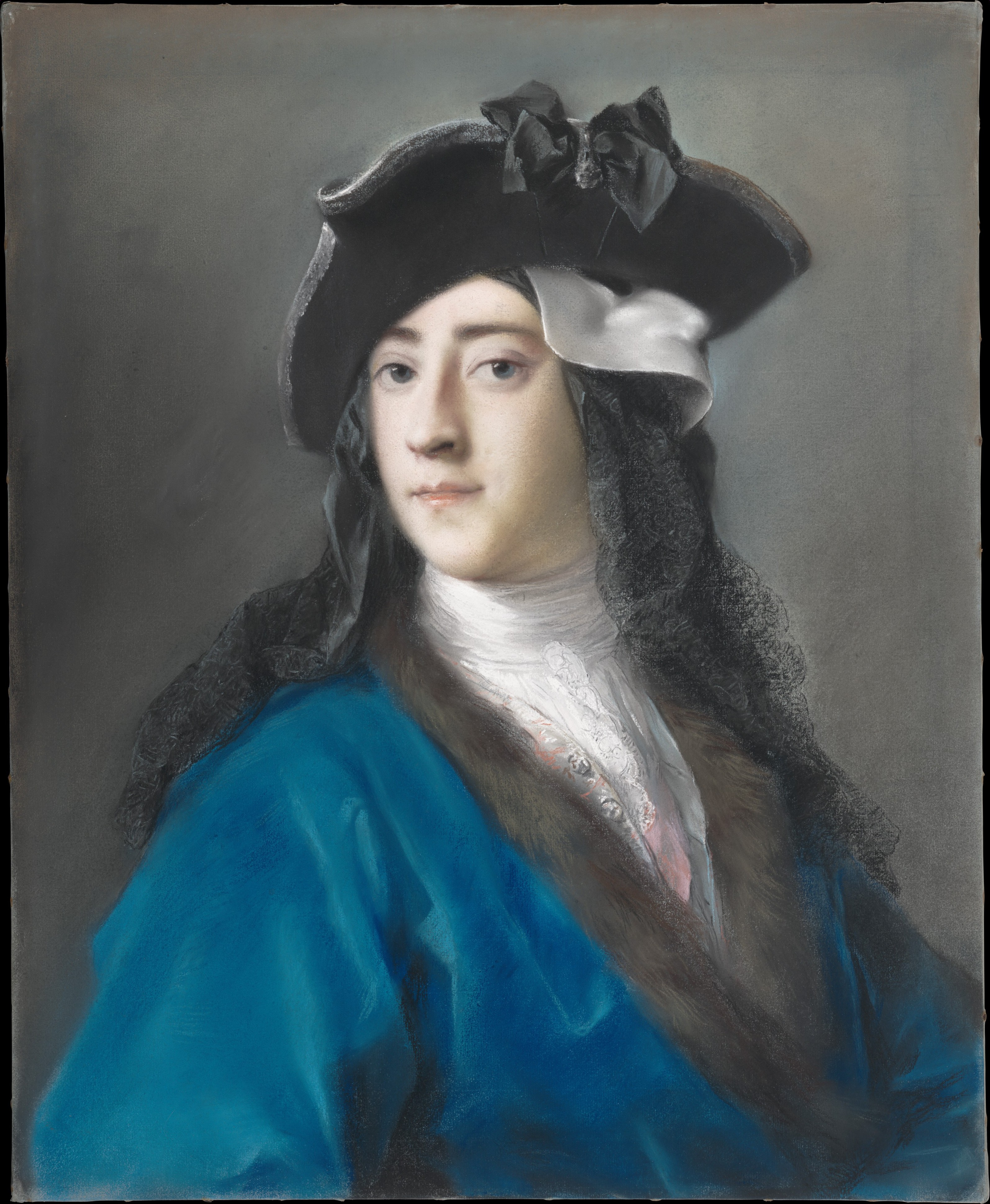
第2代ボイン子爵グスタヴァス・ハミルトン

アバコーン公爵家の祖である初代ペイズリー卿クロード・ハミルトンの次男フレデリック・ハミルトンの三男グスタヴァス・ハミルトンは、中将まで昇進した陸軍軍人であり、名誉革命中にはオラニエ公ウィレム3世（ウィリアム3世）のもとでジャコバイト（ジェームズ2世派）と戦った。ボイン川の戦いに参加して負傷したが、アスローン強襲にも参加してアスローン総督に就任した。革命後はドニゴール・カウンティ選挙区やストラバーン選挙区から選出されてアイルランド庶民院の議員を務め、1715年10月20日にアイルランド貴族爵位ミース州におけるスタックアランのハミルトン男爵 (Baron Hamilton, of Stackallan in the County of Meath) に叙されてアイルランド貴族院議員となり、次いで1717年8月20日にアイルランド貴族爵位ボイン子爵に叙せられた。
6代ボイン子爵グスタヴァス・ハミルトンは、ボー家の女子相続人であるハリエット・ボー (Harriet Baugh) と結婚し、彼女の実家ボー家からシュロップシャー・ブライドノース・バーワートンにあるバーワートン・ハウス (Burwarton House) を相続した。ボイン子爵家は19世紀を通じてバーワートンの荘園を拡大した。
7代ボイン子爵グスタヴァス・ハミルトン＝ラッセルは、エマ・マリア・ラッセル (Emma Maria Russell) と結婚した。エマの実家ラッセル家は銀行業と炭鉱業で莫大な財を築いた富豪であり、ブランセペス城を所有していた。妻を通じてこれを相続し、1850年には「ハミルトン＝ラッセル」に改姓した。1866年8月31日には、連合王国貴族爵位ダラムのパラティン州におけるブランセペスのブランセペス男爵 (Baron Brancepeth, of Brancepeth in the County Palatine of Durham) に叙されたため、以降の当主は自動的にイギリス貴族院議員に列するようになった。
現在の当主は11代ボイン子爵グスタヴァス・ハミルトン＝ラッセルである。邸宅は現在もバーワートン・ハウスである。
爵位にかかるモットーは、「我、悚れも見くびりもせず」 (Nec Timeo Nec Sperno) である。

## 現当主の保有爵位
現当主グスタヴァス・ハミルトン＝ラッセルは以下の爵位を保有している。
- 第11代ボイン子爵 (11th Viscount Boyne)
(1717年8月20日の勅許状によるアイルランド貴族爵位)
- ミース州におけるスタックアランの第11代ハミルトン男爵 (11th Baron Hamilton, of Stackallan in the County of Meath)
(1715年10月20日の勅許状によるアイルランド貴族爵位)
- ダラムのパラティン州におけるブランセペスの第5代ブランセペス男爵 (5th Baron Brancepeth, of Brancepeth in the County Palatine of Durham)
(1866年8月31日の勅許状による連合王国貴族爵位)

## ボイン子爵 (1717年)
- 初代ボイン子爵グスタヴァス・ハミルトン (Gustavus Hamilton 1642–1723)
- 2代ボイン子爵グスタヴァス・ハミルトン (Gustavus Hamilton 1710–1746) 先代の孫
- 3代ボイン子爵フレデリック・ハミルトン (Frederick Hamilton 1718–1772) 先代の従弟
- 4代ボイン子爵リチャード・ハミルトン (Richard Hamilton, 1724–1789) 先代の弟
- 5代ボイン子爵グスタヴァス・ハミルトン (Gustavus Hamilton, 1749–1816) 先代の息子
- 6代ボイン子爵グスタヴァス・ハミルトン (Gustavus Hamilton, 1777–1855) 先代の息子
- 7代ボイン子爵グスタヴァス・フレデリック・ハミルトン＝ラッセル (Gustavus Frederick Hamilton-Russell, 1798–1872) 先代の息子
- 8代ボイン子爵グスタヴァス・ラッセル・ハミルトン＝ラッセル (Gustavus Russell Hamilton-Russell, 1830–1907) 先代の息子
- 9代ボイン子爵グスタヴァス・ウィリアム・ハミルトン＝ラッセル (Gustavus William Hamilton-Russell, 1864–1942) 先代の息子
- 10代ボイン子爵グスタヴァス・マイケル・ジョージ・ハミルトン＝ラッセル（英語版） (Gustavus Michael George Hamilton-Russell, 1931–1995) 先代の孫
- 11代ボイン子爵グスタヴァス・マイケル・スタックリー・ハミルトン＝ラッセル (Gustavus Michael Stucley Hamilton-Russell, 1965-) 先代の息子
  - 法定推定相続人は現当主の息子グスタヴァス・アーチー・エドワード・ハミルトン＝ラッセル(the Hon. Gustavus Archie Edward Hamilton-Russell, 1999-)